# 남자는 괴로워 9 - 토라의 셋방
남자는 괴로워 9 - 토라의 셋방(男はつらいよ 柴又慕情: Tora-san's Dear Old Home)은 일본에서 제작된 야마다 요지 감독의 1972년 코미디 영화이다. 아츠미 키요시 등이 주연으로 출연하였다.

## 출연

### 주연
- 아츠미 키요시
- 바이쇼 치에코

### 조연
- 요시나가 사유리
- 미야구치 세이지
- 마에다 긴
- 마츠무라 타츠오
- 미사키 치에코
- 다자이 히사오
- 류 치슈